# Leoni Mendonça
Leoni Mendonça (Pirenópolis, 20 de abril de 1916 – Goiânia, 25 de agosto de 1998) foi um empresário e político brasileiro, outrora senador por Goiás.

## Dados biográficos
Filho de Joaquim Mendonça e Isabel de Siqueira Mendonça. Tropeiro e comerciante no início de sua vida profissional, tornou-se empresário do ramo de extração e beneficiamento de minérios e pedras preciosas, a ponto de figurar como o maior exportador brasileiro de cristais de rocha na época da Segunda Guerra Mundial. Fundou a "Química Leoni Ltda" em 1944, posteriormente chamada "Hudson Brasileira de Petróleo".
Em 1970 estava filiado à ARENA e foi eleito primeiro suplente do senador Emival Caiado, sendo efetivado em junho de 1974 quando o titular renunciou em protesto por não ter sido contemplado com a legenda para a sua reeleição. Após o fim de seu mandato, Leoni Mendonça regressou às suas atividades empresariais.